# Sarcobataceae
Sarcobataceae é uma família de plantas angiospérmicas (plantas com flor), pertencente à ordem Caryophyllales. Uno género Sarcobatus.